# Balalaika (canção)
Balalaika (バラライカ, Bararaika) foi o segundo single de Tsukishima Kirari starring Kusumi Koharu (Morning Musume) (月島きらり starring 久住小春 (モーニング娘。)). A edição limitada do single foi lançada com um cartão especial Kirarin Revolution.

Capa do single (Edição regular).

O Single V de "Balalaika" foi lançado em 8 de novembro de 2006.

## História
O single foi lançado em 25 de outubro de 2006 no Japão pela gravadora Zetima. Ficou classificado entre os 8º singles mais vendidos na Oricon. Teve uma edição limitada com uma capa e cartilha diferentes, e o formato foi em "single V" (um DVD que contém os vídeos musicais e um making of). As canções foram cantadas por Koharu Kusumi do grupo Morning Musume, ela também interpretou Kirari Tsukishima, uma cantora e heroína fictícia do anime Kilari (Kirarin Revolution).
As duas canções do single, também foram o tema de abertura e encerramento do anime. Balalaika foi a segunda abertura (exibida nos episódios 27 até ao 51), e o "lado B" Mizuiro Melody foi o terceiro encerramento (exibido nos episódios 27 até ao 38). As canções também foram incluídas no primeiro álbum de "Tsukishima Kirari", ☆☆☆ (Mitsuboshi) de 2007, e na compilação Best Kirari de 2009. A canção Balalaika foi adaptada na dobragem portuguesa do anime Kilari e interpretada pela Bárbara Lourenço.

## Lista de faixas

### CD
1. Balalaika (バラライカ)
2. Mizuiro Melody (水色メロディ, Melodia Azul)
3. Balalaika (Instrumental) (バラライカ(Instrumental))

### Single V DVD
1. Balalaika (バラライカ)
2. Balalaika (Dance Shot Ver.) (バラライカ (Dance Shot Ver.))
3. Making Of (メイキング映像)

## Total de vendas
28,132 cópias foram vendidas na primeira semana segundo a Oricon, e ao todo foram vendidas 72,709 cópias.